# Mocidade Portuguesa Feminina (boletim mensal)
Mocidade Portuguesa Feminina : boletim mensal, foi o orgão da Mocidade Portuguesa Feminina, fundado pelo Estado Novo, publicado mensalmente entre 1939 e 1947, com o objetivo de filiar na ideologia nacionalista e cristã a “mentalidade das raparigas portuguesas”, bem como criar uma “mulher nova”. Este boletim propunha-se enquadrar toda a juventude feminina entre os sete e os dezassete anos, sublinhando o sentido cristão na sua vida, nomeadamente no lar, na família e na sociedade. Dirigida pelo Comissariado Nacional da Mocidade Portuguesa, contou com colaboração de forte presença feminina, onde se encontram os nomes de Maria Guardiola, Adolfo Simões Müller, Anne Marie Cazalis, Agostinho de Campos, António Correia de Oliveira, Clementina Carneiro de Moura, Cottinelli Telmo, Diogo de Macedo, Fernando Pamplona, Francisca Assis, Maria Joana Mendes Leal, Fernanda de Castro, Gustavo Matos Sequeira, João Couto, João Miguel dos Santos Simões, João Ameal, João de Deus Ramos (sob o pseudónimo de Pedro Barto), José da Cunha Saraiva, Maria de Carvalho, Domitila Carvalho, Maria José Coutinho, Maria Antonieta de Lima Cruz, Bertha Leite, Maria Luisa Ressano, Julieta Ferrão, Maria Jose de Mendonça, Pe. Moureira das Neves, Margarida Ottolini, Maria Henriques Oswald, Manuel de Oliveira, Mário Novais, Horácio Novais, Serafim Leite e Teresa Leitão de Barros.